# ハミ (馬具)

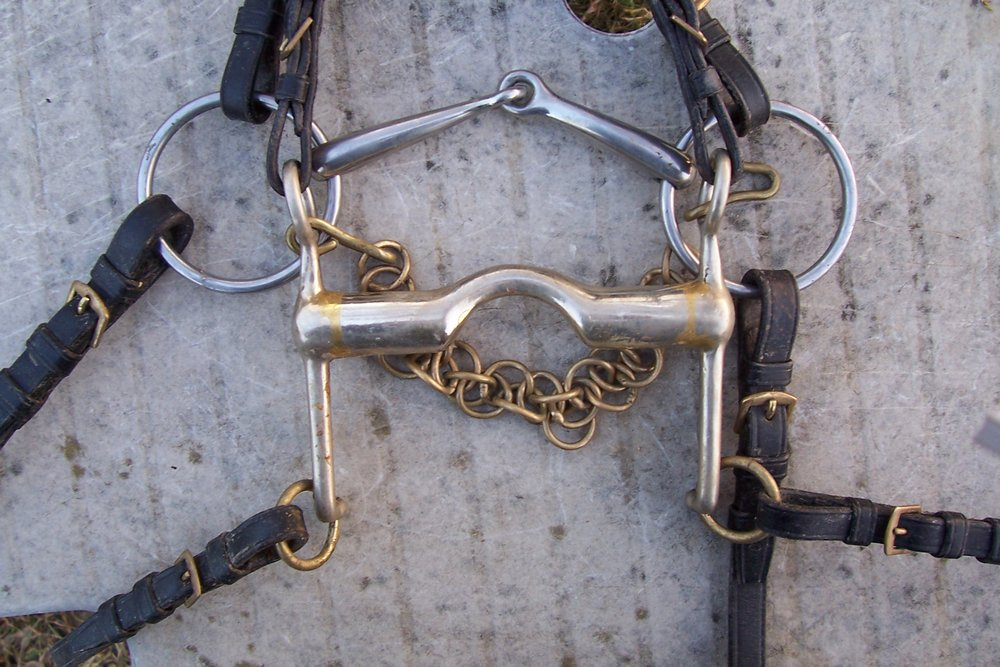
グルメットをつけたポート銜身の大勒銜と、ジョイント銜身にルーズリング銜環を用いた小勒銜による大勒

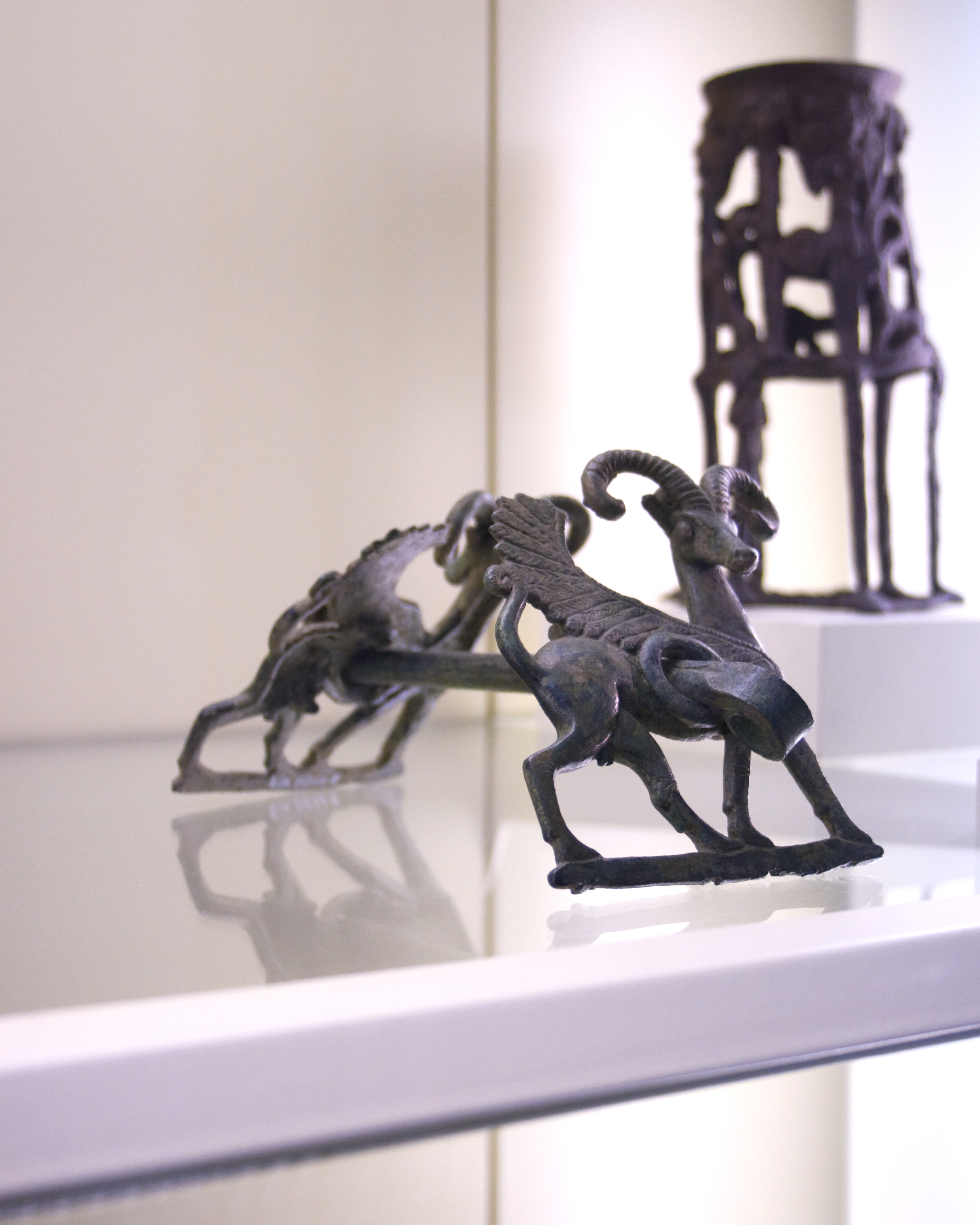
古代メソポタミアのニネヴェで出土した銜

ハミ（馬銜、銜、英: bit）、または轡（くつわ）は、馬具の一種であり、馬の口に含ませる主に金属製の棒状の道具である。

## 概要

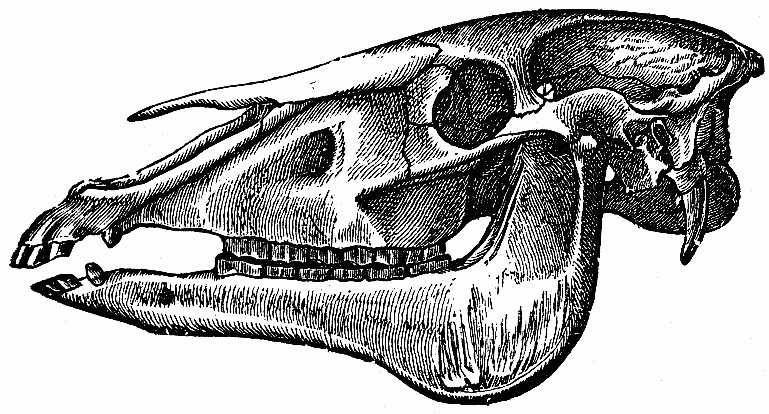
馬の頭骨。歯のない部分が歯槽間縁

頭絡を構成する部品で、両端は騎手が手に持つ手綱と接続されており、拳による騎手の扶助操作を、口への刺激として馬に伝える役割を持っている。
馬は、前歯（切歯。牡馬は犬歯も）と奥歯（臼歯）の間に「歯槽間縁（しそうかんえん）」と呼ばれる歯の生えない部分を持つ。頭絡の頬革の長さを調節し、この歯槽間縁に収まるように正しく支持されていれば、馬は口中のハミを歯で噛むことはない。歯槽間縁の発見とハミの発明が、馬を乗用動物の筆頭とした要因である。
人間と馬の長い歴史にあって、人間が馬を思いのままに制御しようと試みた中で、ハミは最大の発明であるといわれる。おそらくハミが発明されるまでは、縄を馬の首や頭部に巻きつけただけであったと考えられ、騎手の細かい制御の意思を的確に伝えることが困難であったと思われる。ウマの家畜化年代には議論があるが、ハミの利用は馬の家畜化年代を推定する指標として用いられている。カザフスタンのボタイ遺跡から出土した紀元前3500年頃の馬歯にはハミ痕が残り、この頃には馬具を用いた馬の家畜化が行われていたと考えられている。なお、ウマの家畜化自体はこれを遡る紀元前4500年頃とする説もある。当初は縄、骨、角または硬い木で作られていたが、紀元前1,300年から1,200年の間に青銅製のハミが使われ始めた。
日本列島には4世紀から5世紀の古墳時代に馬が伝来したと考えられている。日本列島の遺跡から出土する馬骨はほぼすべてが家畜であるためハミ痕は家畜化を議論とする材料には用いられないが、ハミを使用する乗馬に対して、人が引く駄馬には後述する「おもぐい（オモゲー）」と呼ばれるハミ痕の残らない馬具が使用されるため、ハミ痕の有無で馬の用途を探ることが可能とも考えられている。
ギリシア神話における神話上の起源としては、女神アテーナーが発明して馬をならし、人間に教えたものとする（山室静 『ギリシャ神話 付北欧神話』 現代教養文庫 （1刷1963年）52刷1975年 p.23）。
ハミのおかげで、騎手のごく細かい扶助を口という非常に敏感な器官を通じて馬に伝えることが可能になり、複雑な運動や制御を可能にしたのである。
しかし馬と並んで広く人類社会に役畜として普及した牛では、銜をうまく使えなかったことも乗用面で明暗を分ける一因となった。現代の飼牛でも銜と呼ばれる道具を用いることがあるが、削蹄など神経に障る作業の際に、物を噛んでいると落ち着く習性を利用するもので、馬用の銜とは形状も目的もまったく別物である。

## ハミの種類
ハミは、形状によって馬に与える作用の強度が変化し、用途によって使い分けられる。

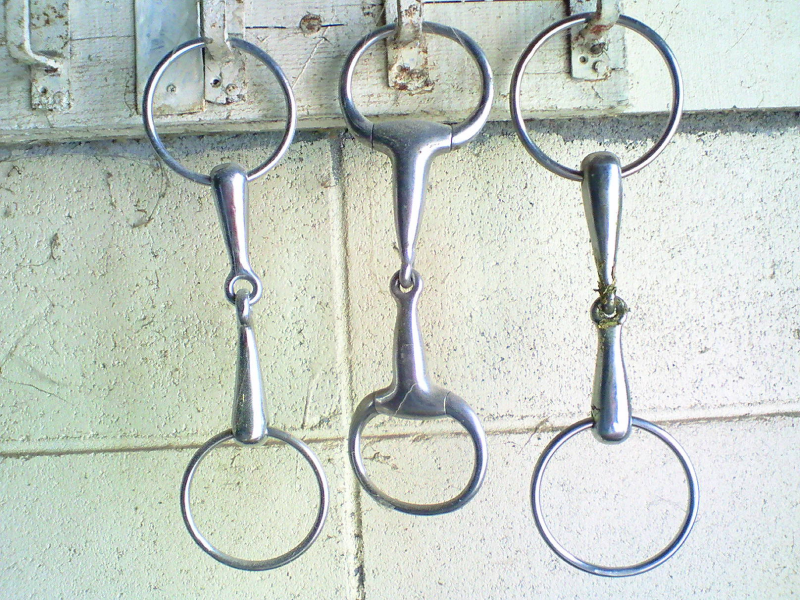
ジョイント銜身を持つ水勒銜。左右はルーズリング銜環、中央はエッグバット銜環。

### 水勒銜
水勒銜（すいろくはみ、英: snuffle bit）は、手綱を経由する拳の扶助の作用に銜枝を通じた「てこ」の作用が働かないハミの総称である。銜環を持ち、そこに手綱がつけられる。
手綱を引くと、銜身が馬の舌と歯槽に圧力を加えるとともに、銜身の端と銜環を通じて口角に作用する。二つに分かれている銜身（ジョイント銜身）が多く用いられ、手綱を強く引くと、ジョイント部が口蓋に当たることがある。てこが働かないため作用は穏やかであり、初級から上級までの多様な乗馬や、馬車等の使役にも用いられる。
水勒の一部を構成する。

#### 小勒銜
小勒銜（しょうろくはみ、英: bradoon bit）は、小型の水勒銜であり、大勒で大勒銜と合わせて用いられる。大小勒銜を同時に口中に納める際、小勒銜は大勒銜の上側かつ口角側に位置させる。
ほとんどは、ジョイント銜身でルーズリング銜環を持つ。

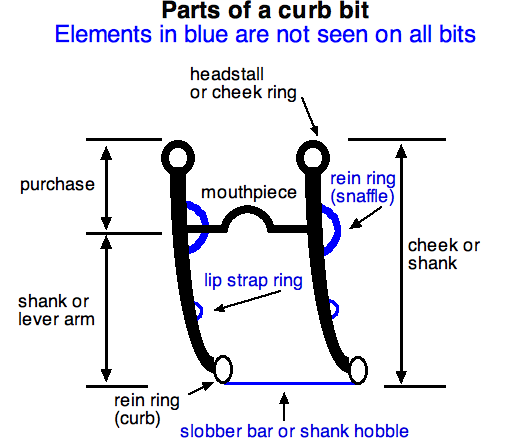
大勒銜の構成図（英）

### 大勒銜
大勒銜（たいろくはみ、英: curb bit）は、てこの働くハミである。銜身の両端には、水勒銜のような銜環ではなく銜枝を持ち、手綱は下銜枝（銜枝の銜身より下側）につけられる。
手綱を引くと、グルメットがおとがいくぼに押し付けられてこの支点となり、強い作用をもたらす。銜身が馬の舌と歯槽に圧力を加え、舌緩めが口蓋に当たる。さらに、上銜枝に着けられた頬革が項革を引き、馬の頭部に下方圧力を加える。
大勒の一部を構成する。てこの作用により、騎手は拳からの扶助をより細かく使うことができるため、上級の馬場馬術では欠かせない。また、障害飛越や猟騎でも、過剰な前進気勢を抑えるために用いることがある。なお、小勒銜と併用せず、大勒銜のみで騎乗することは、ウエスタン馬術でしばしば見られる。

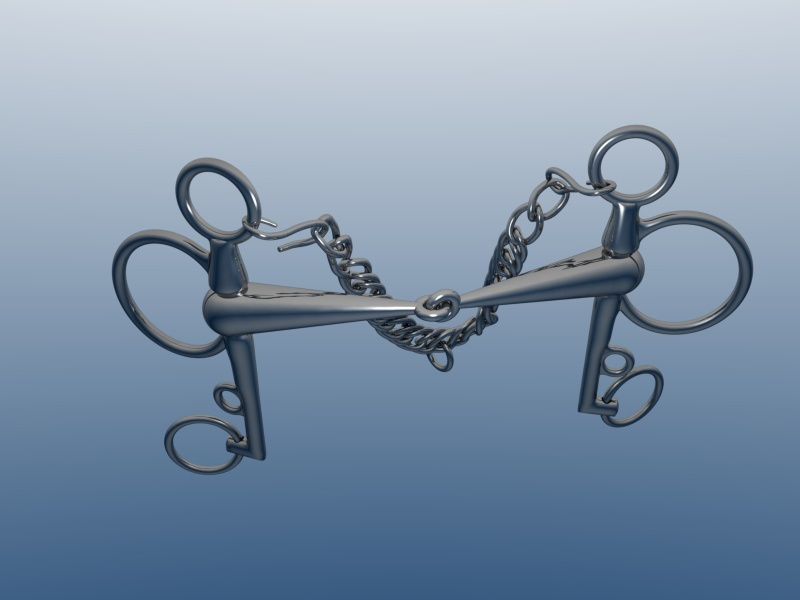
ジョイント銜身のペラム銜

#### ペラム銜
ペラム銜（英: Pelham bit）は、ペラム頭絡に用いるハミであり、てこが働くことから大勒銜の一種とみなされる。銜身の横の銜環と、銜身の端に、それぞれ小勒手綱、大勒手綱に相当する2本の手綱をつける。

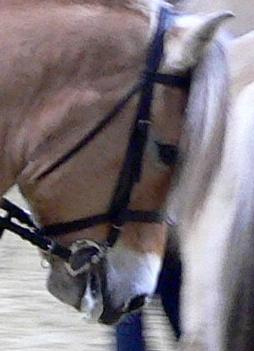
キンバーウィック銜

#### キンバーウィック銜
キンバーウィック銜（英: Kimberwicke bit）は、広義の大勒銜の一種である。Dリング状の銜環に、手綱をつける穴がいくつか開いており、その選択によりてこの作用の強弱が変化する。ペラム銜よりも一般的ではなく、また馬場馬術競技では使用できないが、銜枝が物に引っかかる恐れなく大勒作用を使えることから、ポロ競技などで利用されることがある。

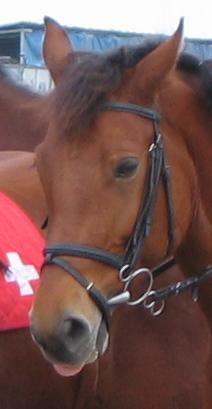
スリーリング銜。手綱を銜環の直下の環につけ、比較的穏やかなてこの作用を得ている。

#### 矯正銜（ギャグ）
矯正銜（きょうせいはみ、英: gag bit）は、広義の大勒銜の一種である。多くは、ジョイント銜身の水勒銜に、てこの作用を得るための工夫をした手綱取り付け部を持つが、グルメットは持たないためてこの作用は強力ではない。馬場馬術では使用できないが、障害飛越や総合馬術のクロスカントリーで用いることがある。形状により、アメリカンギャグ、ダンカンギャグなどの種類がある。
- スリーリング銜（英: three-ring bit）は、矯正銜の一種である。ダッチギャグともいう。ルーズリング銜環の上部に頬革用の小さな環、下部に手綱用の小さな環を一つまたは二つ持つ銜である。手綱をルーズリング銜環につければ水勒と同様の作用をなし、下部のいずれかの環につければ大勒作用を得られる。ペラム頭絡のように手綱を2本つけたり、ビットコンバータをつけたりすることもできる。時にスリーリング水勒（英: three-ring snuffle bit）と称されるが、てこの作用があるため、水勒とは呼びがたい。

## ハミの部品
ハミは、銜身、銜環、銜枝、グルメットから構成される。

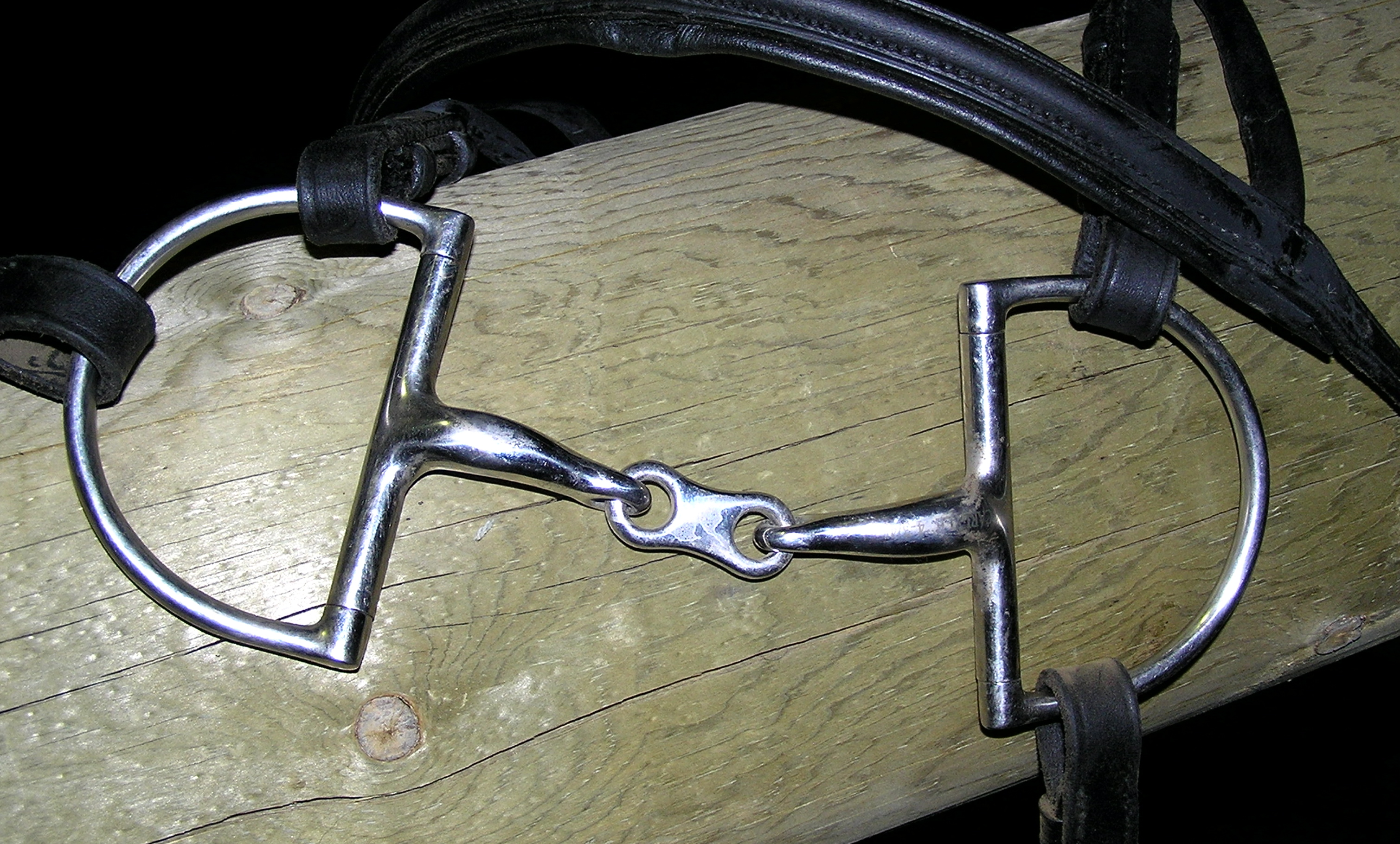
フレンチリンク銜身（ダブルジョイント銜身の一種）にDリング銜環をつけた水勒銜

### 銜身
銜身（はみみ、英: mouthpiece）とは、ハミの一部で、馬の口中に含ませる部分のことである。
一般に、銜身が太いほうが作用が穏やかであり、銜身が細くなると作用が強まるとされる。しかし、特に大勒では、大小の銜を同時に用いるので、あまり太い銜身を好まない馬もいる。
現代の銜身は金属製で、最も一般的なのは取り扱いの容易なステンレス製である。銅を多く混ぜると、馬が甘みを感じ、唾液を分泌してハミをよくくわえるという。口当たりを和らげるために、硬質プラスチックを用いたり、ゴムで覆ったりすることもある。

#### 銜身の形状
ハミが発明された当初は棒状のものだったが、形状により馬への作用が異なるため、多くの種類の銜身が工夫されてきた。
- 棒銜身とは、つなぎ目のない一本の棒状の銜身である。ゴム製もよく見られる。ペラム銜などで使われることがある。
- ポート銜身とは、銜身の中央を凸状に曲げた銜身で、その曲がった部分は「舌緩め」と呼ばれる。大勒銜の基本的な形状である。舌緩めが大きいほど、手綱が引かれたときに上口蓋に当たりやすく、作用が強いとされる。
- ジョイント銜身とは、中央に一つのつなぎ目を持つ銜身であり、水勒銜の基本的な形状である。
- ダブルジョイント銜身とは、つなぎ目を二つに増やした銜身である。シングルジョイント銜身のジョイント部に小さな部品を加えたもので、より穏やかに作用する。中央の部品の形状により、フレンチリンク、ボールジョイント、ドクターブリストル等、多くの種類がある。
- ねじり銜身とは、金属製の銜身で縄状にねじってあるもので、極めて強く作用する。

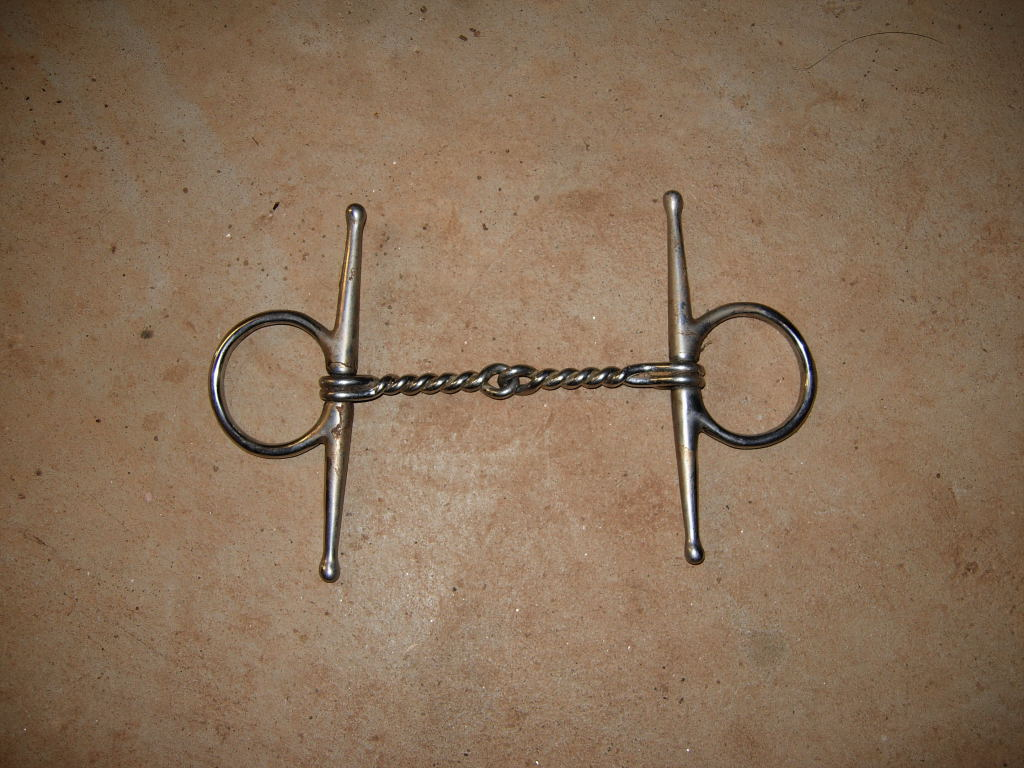
フルチーク銜環を持つ、ねじり銜身水勒銜

### 銜環
銜環（はみかん、英: bit ring）とは、銜身の端につける、手綱および頬革取り付け用の環のことである。主に水勒銜で見られる。
- ルーズリング（英: loose ring）銜環は、銜枝の端にある穴に、円形の銜環を通した最も基本的な銜環である。銜環と銜身が固定されていないことから、手綱が引かれると銜環が少し回転する。ビットガードというゴム製の輪を合わせて用いると、銜環が回転するときに口角をはさむことがなくなるとともに、銜身が左右にずれにくくなる。
- エッグバット（英: eggbutt）銜環とは、銜身と接続する部分が細い玉子型（樽型）になっている銜環であり、広く利用される。口角への当たりが柔らかく、また銜環が回転しないことから、銜身が口中で安定する。
- Dリング（英: Dee-ring）銜環とは、D字上の銜環で、直線部分の中央に銜身が固定される。銜身が左右にぶれることなく支持される。
- フルチーク（英: full-cheek）銜環とは、銜身の左右への安定のため、銜身の端にDリング銜環の直線部のような棒状の「チーク」をつけ、その上下端を半月状につないでD字をなすのではなく、銜身との接続部にエッグバット銜環のような手綱取り付けの環をつけた銜環である。上または下半分だけチークを持つものを「ハーフチーク」、ルーズリング銜環のような環をつけたものを「フルマー（英: fulmer）」と呼ぶ。

### 銜枝

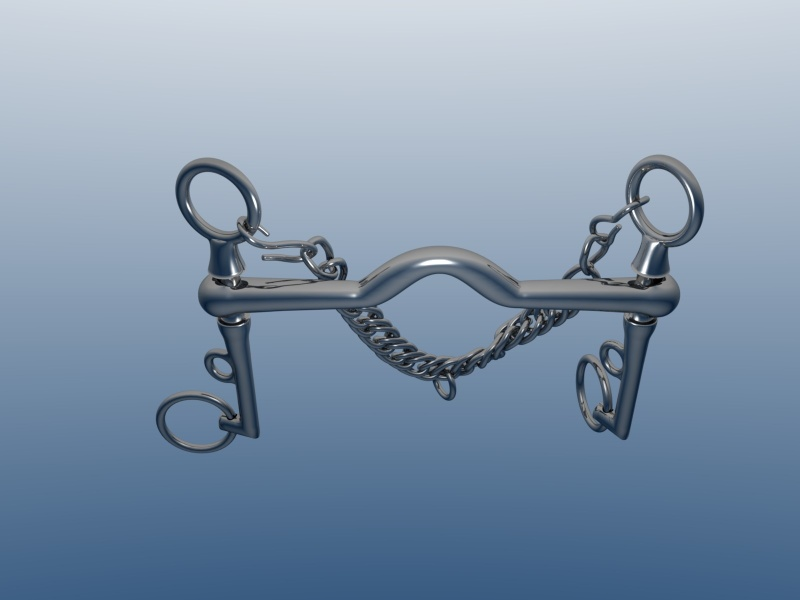
ポート銜身で回転式の銜枝を備えた大勒銜。グルメットを頬革取り付けの環に付けている。

銜枝（はみえだ、英: shank）とは、大勒銜でてこの作用をもたらすための、銜身の端につながる棒状の部分である。上部は上銜枝とよび頬革を、下部は下銜枝とよび手綱をそれぞれつける。下銜枝が長いほど、てこの作用は強化される。馬場馬術競技では、下銜枝の長さは10cm以内と規定されている。

### グルメット
グルメット（英: curb chain）とは、大勒銜の上銜枝を左右につなぐ主に金属製の鎖である。轡鎖（くつわぐさり）ともいう。大勒手綱が引かれると、銜身を中心に下銜枝は後方（馬の胸の方）へ、上銜枝は前方へ回転するが、これによりグルメットは馬のおとがいくぼに押し付けられ、てこの支点の役割を果たす。グルメットの長さは、大勒手綱が引かれた場合にすぐにおとがいくぼを圧迫するほどは短くしない。
リップストラップ（英: lip strap）を用いて、グルメットを柔らかに固定し、大勒手綱を緩めても不必要に大勒銜が動かないようにする場合もある。

## 競馬界の用語
ハミ受けとは、馬が自らハミを噛んで騎手の指示に従うかどうかを表す言葉である。馬がハミを正しく噛むことをハミを受けるという。
ハミの位置が安定するように馬が自ら首や頭の動きを調整することを「ハミをとる」といい、ハミを噛もうとしないことを「ハミ受けが悪い」、「口向きが悪い」という。ハミを正しく噛まないために騎乗者が馬を制御しにくいことも「口向きが悪い」という。

## おもぐい（オモゲー）
ハミは主に乗馬において用いられるが、日本では人が引く駄馬において馬に意思を伝え制御する目的の馬具として、面繋（おもがい）が訛化したおもぐい（民俗語彙として「オモゲー」と呼ばれる）がある。これは棒状の馬具で馬の鼻面を左右から挟み、前から手綱を引くことで馬を制御する。
おもぐいは中世期の遺跡からも出土事例があり、大分県大分市の大友氏遺跡からは16世紀の鹿角製のおもぐいと見られる馬具が出土している。